# Nataša Kovač
Nataša Kovač, slovenska politologinja in političarka, * 27. december 1958, Ljubljana.
Od oktobra 2009 je državna sekretarka v Kabinetu predsednika Vlade RS.
Na državnozborskih volitvah leta 2011 je kandidiral na listi SD.